# Fenipentol
Fenipentol ist ein Arzneistoff, der die Gallesekretion anregt und daher zur Gruppe der Choleretika gehört. Der Arzneistoff besitzt ein Stereozentrum, ist also chiral und liegt als Racemat [1:1-Gemisch des (R)-Isomeres und des (S)-Isomeres] vor.
Er wurde synthetisch aus einem gallenwirksamen Inhaltsstoff der Kurkuma-Pflanze (Curcuma domestica), dem p-Tolylmethylcarbinol [nach IUPAC: 1-(4-Methylphenyl)ethanol] abgeleitet. Seine Toxizität ist geringer als die der Muttersubstanz.

Struktur von p-Tolylmethylcarbinol

## Synthese
Ein möglicher Syntheseweg geht von Styrolepoxid aus. Styrolepoxid reagiert in Gegenwart von Natriumethanolat mit Acetessigester zu α-Acetyl-γ-phenyl-γ-butyrolacton, welches durch Erhitzen in ethanolischer Salzsäure unter Abspaltung von Kohlenstoffdioxid zu 5-Hydroxy-5-phenyl-pentanon weiterreagiert. Durch Erhitzen unter Rückfluss mit Hydrazin und Kaliumhydroxid entsteht in einer Wolff-Kishner-Reaktion das Fenipentol.
Ein weiterer Syntheseweg ist die Umsetzung von Benzaldehyd mit n-Butylmagnesiumbromid, der Grignardverbindung aus n-Butylbromid und Magnesium und anschließender Hydrolyse.

## Handelsnamen
Febichol (D, außer Handel)